# Discografia di Franco Califano
Questa che segue è la discografia del cantautore italiano Franco Califano.

## Album in studio
- 1972 - 'N bastardo venuto dar sud (CGD FGL 5116)
- 1973 - L'evidenza dell'autunno (CGD 69055)
- 1975 - Secondo me, l'amore... (CGD 69123)
- 1977 - Tutto il resto è noia (Ricordi, SMRL 6199)
- 1977 - Tac..! (Ricordi, SMRL 6216)
- 1979 - Ti perdo... (Ricordi, SMRL 6241)
- 1980 - ...tuo Califano (Ricordi, SRML 6261)
- 1981 - La mia libertà (Ricordi, SMRL 6277)
- 1982 - Buio e luna piena (Lupus, LULP 14909)
- 1983 - Io per amarti... (Lupus, LULP 14915)
- 1984 - Impronte digitali (Lupus, LULP 14916)
- 1985 - ...Ma cambierà (Ricordi, SMRL 6353)
- 1987 - Il bello della vita (Ricordi, SMRL 6370)
- 1988 - Io (Ricordi, STVL 6378)
- 1989 - Coppia dove vai (Ricordi, SMRL 6403)
- 1990 - Califano (Ricordi, SMRL 6414)
- 1991 - Se il teatro è pieno (Ricordi, SMRL 6443)
- 1994 - Ma io vivo (Nuova YEP Record, 475903 2)
- 1995 - Giovani uomini (NAR, 04429 5002-2)
- 1999 - Tu nell'intimità (NAR, 2163-2)
- 2001 - Stasera canto io (NAR, 3044-2)
- 2003 - Le luci della notte (EMI)
- 2005 - Non escludo il ritorno (Magika, MGK 519867 2)
- 2009 - C'è bisogno d'amore (Sony Music, 88697537192)
- 2023 - Sarò Franco (EMI)

## EP
- 2001 - Vive chi vive (NAR, 672004)

## Album dal vivo
- 1975 - 24-07-1975 dalla Bussola, dal vivo a La Bussola di Viareggio (CGD) anche in cd
- 1982 - In concerto dal Blue Moon di Ogliastro Marina, dal vivo al Blue Moon di Ogliastro Marina (Lupus, ALULP 214913)
- 1992 - In concerto dal Blue Moon di Ogliastro Marina 2, dal vivo al Blue Moon di Ogliastro Marina (Fonit Cetra, CDL 334)

## Raccolte
- 1977 - n'bastardo, l'autunno e l'amore (Record Bazaar, RB 145)
- 1981 - Ritratto di Franco Califano (Record Bazaar, RB 315)
- 1983 - Super Califfo (Lupus, LULM 25002)
- 1990 - Le più belle canzoni (CGD, 9031 72186-4)
- 1995 - Franco Califano (BMG, 326832)
- 1997 - Franco Califano (Dischi Ricordi, 74321 428282 (2))
- 1998 - I grandi successi (BMG Ricordi, 88697833902)
- 1999 - Franco Califano (Harmony, 74321 68940-2)
- 2000 - Franco Califano (Dischi Ricordi, 74321796932 (2))
- 2001 - Gli anni 70 (Dischi Ricordi, 74321 602832 (2))
- 2001 - Stasera canto io (NAR International, 5030442)
- 2003 - Er mejo dei miei successi (Itwhy, IT PACK 55)
- 2003 - Tutto il resto è... (NAR International, NAR BOX 10803)
- 2004 - Canta Roma (NAR International, NAR 11904-2) con Luciano Rossi e Lando Fiorini
- 2004 - L'ultimo amico (NAR International, NAR 14704-2)
- 2005 - Franco Califano (NAR International, NAR 10305-2)
- 2005 - Franco Califano (I Miti Musica, 0828766882025)
- 2006 - Il meglio di Franco Califano (SAAR Records, CD 7529)
- 2006 - Franco Califano (Sony BMG Music Entertainment, 82876824592)
- 2006 - Le più belle canzoni di Franco Califano (Warner Strategic Marketing Italy, 5051011-1732-2-6)
- 2007 - 1 (Sony BMG, 74321947572(1))
- 2007 - 3  (Sony Music, 74321947572(3))
- 2007 - Gold Edition (NAR International, 0185262ERE)
- 2007 - Le più belle di... Franco Califano (Le Più Belle di..., 88697115482)
- 2009 - Franco Califano (La Mia Musica, MAD 1014)
- 2009 - Tutto il resto è noia (SMI, SMI 638 DDD)
- 2009 - Roma (Atlantis, ATL 644-2) con Gabriella Ferri e Lando Fiorini
- 2011 - I successi... e tutto il resto (BMG, 88697833902)
- 2011 - Il meglio di Franco Califano (NAR International, NAR 106112)
- 2013 - Franco Califano (Warner Music Italy, 5053105-9929-2-8)
- 2013 - 1972-1975 The complete studio collection (2 CD 37 brani, comprende i primi 3 album CGD WARNER) (Warner Music Italy, 5053105-7784-2-3)
- 2013 - Minuetto suona per noi (S.A.I.F.A.M., COM 1318-2)
- 2013 - Tutto il resto è noia (Errepi Media, ERM341)
- 2013 - Le più belle canzoni (NAR International, 88697833902)
- 2013 - Tutto in 3 cd (BMG, 88883742402)
- 2014 - Tutto il meglio (Arnoldo Mondadori Editore, 14SC0006)
- 2015 - I grandi successi (NAR International, ATL 1049-2)
- 2016 - Playlist (Rhino Records, 50541970613252)
- 2016 - Il meglio di Franco Califano (NAR International, NAR 1121625)
- 2018 - I successi del Maestro (Sony Music)

## Singoli
- 1965 - Ti raggiungerò/Amica malinconia (Ariston Records – AR/087)
- 1965 - Non voglio vederti triste così/Tanti anni fa...! (Ariston Records – AR/0113)
- 1973 - Ma che piangi a fà/Beata te...te dormi (CGD – CGD 1470)
- 1974 - Mi vuoi sposare/Roma e settembre (CGD – CGD 2512)
- 1975 - Io me 'mbriaco/E' la malinconia (CGD – CGD 3409)
- 1977 - Me 'nnamoro de te/Tutto il resto è noia (Ricordi – SRL 10832)
- 1978 - Io non piango/Tac (Ricordi –  SRL 10859)
- 1981 - La mia libertà/Non so fare di più (Ricordi –  SRL 10935)
- 1982 - Buio e luna piena/La luna in metropolitana (Lupus – LUN 4928)
- 1982 - La musica è finita/E la chiamano estate (Lupus – LUN 4939)
- 1983 Io per amarti.../Quando comincia la notte (Lupus – LUN 4947)
- 1988 - Io per le strade di quartiere/Non puoi dire A (Ricordi – SRL 11071)
- 1990 - Via Sistina/La nevicata del '56 (Ricordi – SRL 11105, promo)
- 2003 - Cammino in centro/Un'estate fa (Virgin - 7243 547625 2)
- 2005 - Il campione/Un tempo piccolo/Pasquale l'infermiere (Universo – none, promo)
- 2012 - Sto a cerca' lavoro (NAR International) con Simone Cristicchi ed Alberto Mennini
- 2015 - Le mie donne (Hydra Music, 8054181010459) (postumo)
- 2019 - Cos'è l'amore